# Franz Josef Wild
Franz Josef Dietrich Wild (* 4. Juni 1922 in Riedenburg, Oberpfalz; † 10. April 1998 in München) war ein deutscher Regisseur und Pionier des heimischen Fernsehens.

## Leben und Wirken
Der Sohn des Forstmeisters Bernhard Wild hatte 1940 am Wilhelmsgymnasium München das Abitur bestanden. Anschließend, im Zweiten Weltkrieg, leistete Wild seinen Militärdienst. Wieder im Zivilleben, ließ sich Wild an der Otto-Falckenberg-Schule künstlerisch ausbilden und wirkte von 1945 bis 1952 als Schauspieler an den Münchner Kammerspielen. Dort lernte er als Assistent des Intendanten Erich Engel auch alles über Regieführung. Noch in den 50er Jahren inszenierte Wild erstmals Theaterstücke, später auch mehrere Opern. Wild war nahezu von Anbeginn beim Aufbau des deutschen Nachkriegsfernsehens dabei. Für den Bayerischen Rundfunk inszenierte er in der Folgezeit eine Fülle von Fernsehfilmen, überwiegend Produktionen, denen literarische Vorlagen zugrunde lagen. Darüber hinaus hat er auch eine Fülle von BR-Filmen eigenhändig produziert. Johnny Belinda, die Geschichte eines von Violetta Ferrari gespielten taubstummen Mädchens, hatte 1961 eine gemessene Sehbeteiligung von 78 Prozent und eine extrem hohe Zustimmung (laut Infratest: +9). Von 1956 bis zu seiner Pensionierung 1988 fungierte Wild nebenbei auch als Oberspielleiter und Leiter der Fernsehspielabteilung des BR.
Sein einziger Ausflug zum Kinofilm Frau Cheneys Ende, nach einer Vorlage von Frederick Lonsdale, fand hingegen trotz prominenter Besetzung – das Ehepaar Lilli Palmer und Carlos Thompson sowie Martin Held spielten die Hauptrollen – wenig Zuspruch.
In seiner fast dreieinhalb Jahrzehnte umfassenden Fernsehkarriere hat Franz Josef Wild mit einer Fülle bedeutender deutschsprachiger Schauspielkünstler zusammengearbeitet. Die Liste reicht von Camilla Horn, Peter Pasetti, Karlheinz Böhm und Paul Hubschmid in den 50er Jahren über Hildegard Knef, Adolf Wohlbrück und Rudolf Forster in den 60er Jahren, Albert Lieven, Barbara Rütting, Dietmar Schönherr und Elfriede Irrall in den 70er Jahren bis zu Judy Winter, Elfriede Kuzmany, Heidelinde Weis, Maria Schell und Christa Berndl in den 80er Jahren. Immer wieder arbeitete er mit Carl-Heinz Schroth, Hans Reiser, Gertrud Kückelmann, Hannes Messemer, Gustav Knuth und Ruth-Maria Kubitschek zusammen.
Mehrfach, wie etwa bei der Erstellung der Drehbücher zu Die rote Rosa, Die Verschwörung, Der tödliche Schlag und Frau Jenny Treibel, kam es für den Autor Wild zu Kooperationen mit dem Tübinger Philosophieprofessor Walter Jens. W. inszeniert vorwiegend kammerspielartige Bühnenstücke und bevorzugt das elektronische Aufzeichnungsverfahren, um „die Sprache des menschlichen Gesichts“ so wirksam wie möglich werden zu lassen, im Kontakt mit den Fernsehzuschauern, die nicht hochmütig belehrt, nicht verletzend angegriffen werden sollen. Er selbst sagte: „Ich bin verhältnismäßig sicher, dass Außenstehende als Signum meiner Bemühungen eine redliche Darbietung konventioneller Dramatik sehen.“
Wild war seit 1947 mit Dorothea Siersetzki verheiratet und hatte mit ihr zwei Töchter. Eine Zeitlang lehrte er auch an der Hochschule für Fernsehen und Film München.

## Filmografie
als Regisseur beim Fernsehen, wenn nicht anders angegeben.
Diese Liste ist unvollständig.
| - 1955: Eins, zwei, drei - 1955: Der seidene Schuh - 1955: Kopf in der Schlinge - 1955: Gottes Utopia - 1956: Herzlich willkommen? Ein Tatsachenspiel - 1956: Kiki vom Montmartre - 1956: Der starke Stamm - 1957: Zwischen Meer und Himmel - 1957: Weekend (auch Drehbuch) - 1958: Examen des Lebens - 1958: Schwester Bonaventura (nur Produzent) - 1958: Die Erbin - 1959: Die ist nicht von gestern (auch Drehbuch) - 1959: Das große Messer - 1960: Gaslicht (nur Produzent) - 1960: Das Kamel geht durch das Nadelöhr - 1960: Ein Weihnachtslied in Prosa - 1960: Die geliebte Stimme - 1960: Fährten (nur Produzent) - 1961: Frau Cheneys Ende (Kinofilm) - 1961: Keine Zeit für Komödie - 1961: Der Strafverteidiger - 1961: Johnny Belinda - 1961: Der jüngste Tag (nur Produzent) - 1962: Laura (auch Co-Drehbuch) - 1962: Der kleine Lord (auch Produzent) - 1962: Einen Jux will er sich machen (nur Produzent) - 1962: Der Privatsekretär - 1963: Der Tod des Handlungsreisenden (nur Produzent) - 1963: Die Legende vom heiligen Trinker - 1963: Die Grotte (nur Produzent) - 1963: Robinson soll nicht sterben - 1964: Der trojanische Krieg findet nicht statt - 1964: Mein oder Dein - 1964: Sergeant Dower muß sterben (nur Produzent) - 1964: Die Verbrecher (nur Produzent) - 1964: Geschichten aus dem Wienerwald (nur Produzent) - 1965: Götterkinder - 1965: Ein Tag im April - 1965: Don Juan oder Die Liebe zur Geometrie (nur Produzent) - 1966: Italienische Nacht (nur Produzent) - 1966: Die rote Rosa - 1966: Die Orestie | - 1966: Portrait eines Helden (nur Produzent) - 1966: Ein idealer Gatte (nur Produzent) - 1966: Herrenhaus (nur Produzent) - 1967: Der Tod des Sokrates (nur Produzent) - 1967: Umsonst (nur Produzent) - 1967: Bericht eines Feiglings (nur Produzent) - 1968: Ein Schweigen vom Himmel (nur Produzent) - 1968: König Richard II. (auch Produzent) - 1968: Affaire Dreyfus - 1968: Madame Legros (nur Produzent) - 1968: Das Veilchen (nur Produzent) - 1968: Iphigenie auf Tauris (nur Produzent) - 1968: Schloß in den Wolken (nur Produzent) - 1969: Die Verschwörung (auch Produzent) - 1969: Das Vermächtnis (nur Produzent) - 1969: Ein Dorf ohne Männer (nur Produzent) - 1970: Der Tag des Krähenflügels (auch Drehbuch) - 1970: Besuch gegen zehn (nur Produzent) - 1970: Königin Christine (nur Produzent) - 1970: Abiturienten (nur Produzent) - 1971: Die heilige Johanna - 1973: Tagebuch eines Wahnsinnigen - 1975: Der tödliche Schlag - 1977: Lydia - 1977: Die Befragung des Macchiavelli - 1978: Oh, diese Männer - 1979: Altmodische Komödie - 1979: Der Wald (nur Produktion) - 1980: Die Undankbare - 1982: Stella - 1982: Die Erbin - 1982: Frau Jenny Treibel (auch Co-Drehbuch) - 1986: Quadrille - 1986: Das unverhoffte Glück - 1988: Das geregelte Leben der Gertie H. |